# 克罗伯

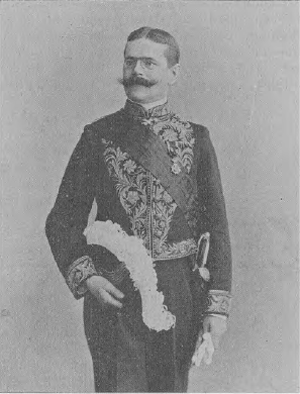
Fridolin Marinus Knobel, 1903

弗里多林·马里纳斯·克诺贝尔（荷蘭語：Fridolin Marinus Knobel；1857年5月18日—1933年10月16日），汉文名克罗伯，是荷兰的外交官，曾任荷兰驻中国公使。1901年，作为荷兰代表与大清国钦命全权大臣李鸿章、奕劻进行谈判，之后签署了《辛丑条约》。